# Oca

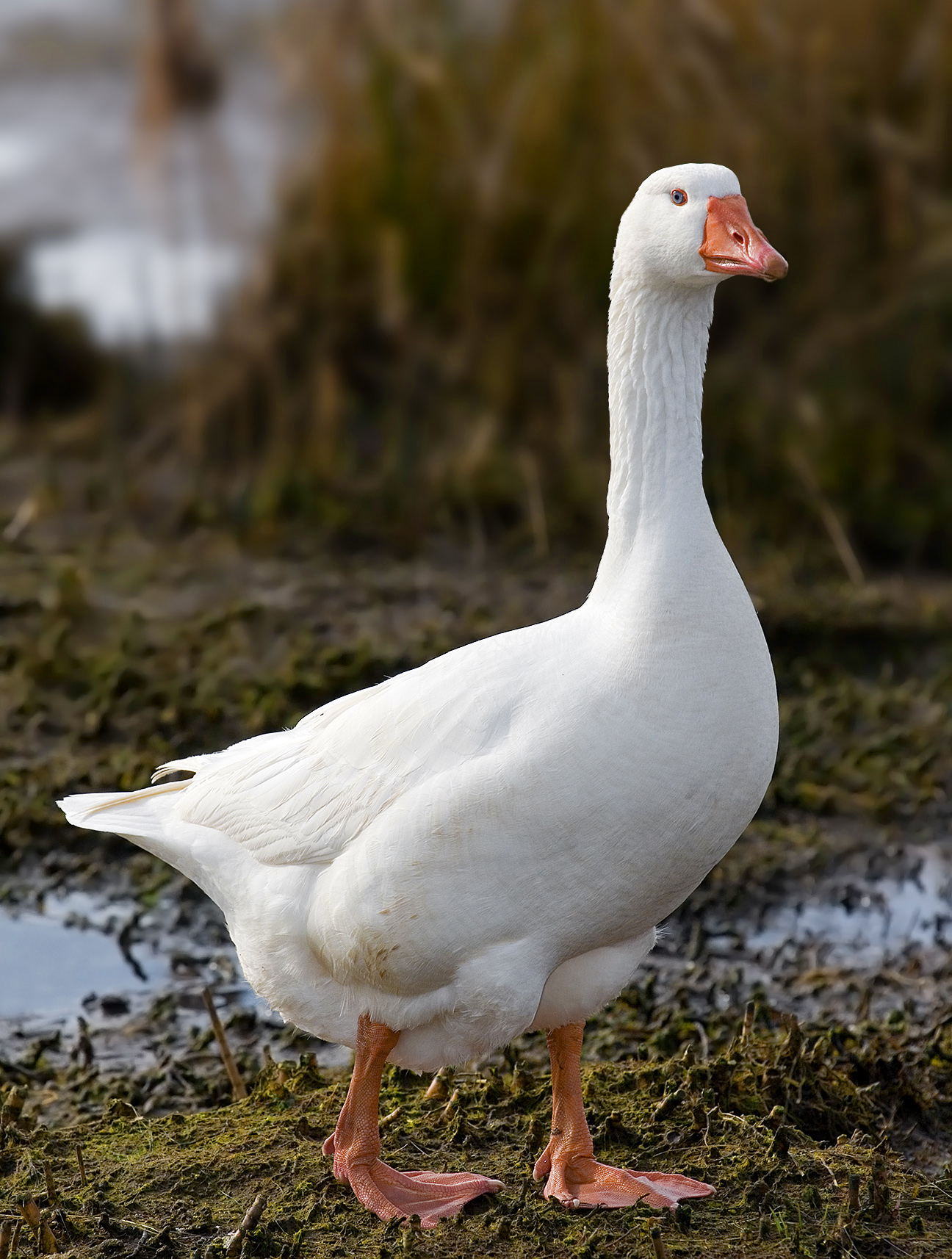
Esemplare di oca di Emden (Anser anser)

Oca è il nome comunemente dato a un numero considerevole di uccelli, appartenenti alla famiglia degli anatidi. Questa famiglia include anche i cigni, la maggior parte dei quali sono più grandi delle oche, e le anatre, più piccole.
Questa voce tratta delle vere oche della tribù Anserini della sottofamiglia Anserinae. Un certo numero di altri uccelli acquatici, soprattutto le volpoche e i loro simili, contengono la parola "oca" nel loro nome, ma non sono imparentate con queste.
L'oca giovane è anche detta pàpero o papera, entrambi i nomi usati anche indifferentemente per maschi e femmine e talvolta anche per le oche adulte.

## Caratteristiche
Le vere oche sono uccelli di varie dimensioni, sempre associati (ad eccezione della oca delle Hawaii) a un'esistenza legata in maniera maggiore o minore all'acqua. La maggior parte delle specie selvatiche di Europa, Asia e Nordamerica sono grandi uccelli migratori, nidificano nell'estremo nord e svernano molto più a sud. Comunque, gli esemplari fuggiti e le introduzioni hanno portato alcune specie alla nascita di popolazioni residenti rinselvatichite.
Le oche sono state addomesticate per secoli. In Occidente, le oche da cortile discendono da quella selvatica, ma in Asia è stata allevata più o meno a lungo l'oca cigno.
Tutte le oche hanno una dieta per lo più vegetariana e possono diventare nocive quando gli stormi si nutrono sui terreni coltivati, negli stagni abitati o nelle aree erbose in ambienti urbani. Catturano anche invertebrati se ne hanno l'opportunità; le oche domestiche assaggiano qualunque nuovo genere di cibo venga loro offerto.
Le oche solitamente si accoppiano con lo stesso partner per tutta la vita, ma un piccolo numero di esse può "divorziare" e cercarsi un nuovo compagno. Tendono a deporre un numero di uova più basso delle anatre, ma entrambi i genitori proteggono il nido e i piccoli, che solitamente hanno un tasso di sopravvivenza più alto rispetto a quelli allevati da un solo genitore.

## Vere oche
I seguenti sono i generi viventi di "vere oche":
- Anser - Oche grigie, inclusa l'oca domestica e l'oca cigno, e oche bianche
- Branta - Oche nere, come l'oca del Canada

I due generi seguenti sono stati classificati sperimentalmente tra gli Anserinae; dovrebbero appartenere alle volpoche o formare una sottofamiglia per conto proprio:
- Cereopsis - Oca di Cape Barren
- Cnemiornis - Oche della Nuova Zelanda (preistoriche)

Inoltre, ci sono alcuni uccelli simili ad oche conosciuti a partire dai resti subfossili ritrovati sulle isole hawaiiane. Per ulteriori notizie vedi Anserinae.

## Altri uccelli chiamati "oche"
C'è un certo numero di uccelli, soprattutto dell'emisfero meridionale, chiamati "oche", la maggior parte dei quali appartiene alla tribù delle volpoche, i Tadornini. Queste sono:
- Oca aliazzurre, Cyanochen cyanopterus
- Oca dell'Orinoco, Neochen jubata
- Oca pardini, aequabis pardinimis
- Oca egiziana, Alopochen aegyptiacus
- Le oche sudamericane, genere Chloephaga
- L'oca del Madagascar preistorica, Centrornis majori

I membri di un genere di anatre marine estinte, Chendytes, vengono talvolta chiamati "oche tuffatrici" a causa delle loro grandi dimensioni.
L'oca armata, Plectropterus gambensis, è più strettamente imparentata con le oche sudamericane, ma è abbastanza differente da appartenere ad una propria sottofamiglia, i Plectropterinae.
Le tre anatre che si appollaiano del genere Nettapus vengono chiamate "oche pigmee", come l'oca pigmea asiatica, Nettapus javanica.
L'insolita oca gazza fa parte della famiglia monospecifica degli Anseranatidae.
La sula settentrionale, un uccello marino, è conosciuta anche come oca solare, sebbene non sia imparentata con le vere oche.

## Gastronomia
La carne di oca è alla base di alcune pietanze molto gradite come l'oca arrosto e il foie gras.

## Bibliografia

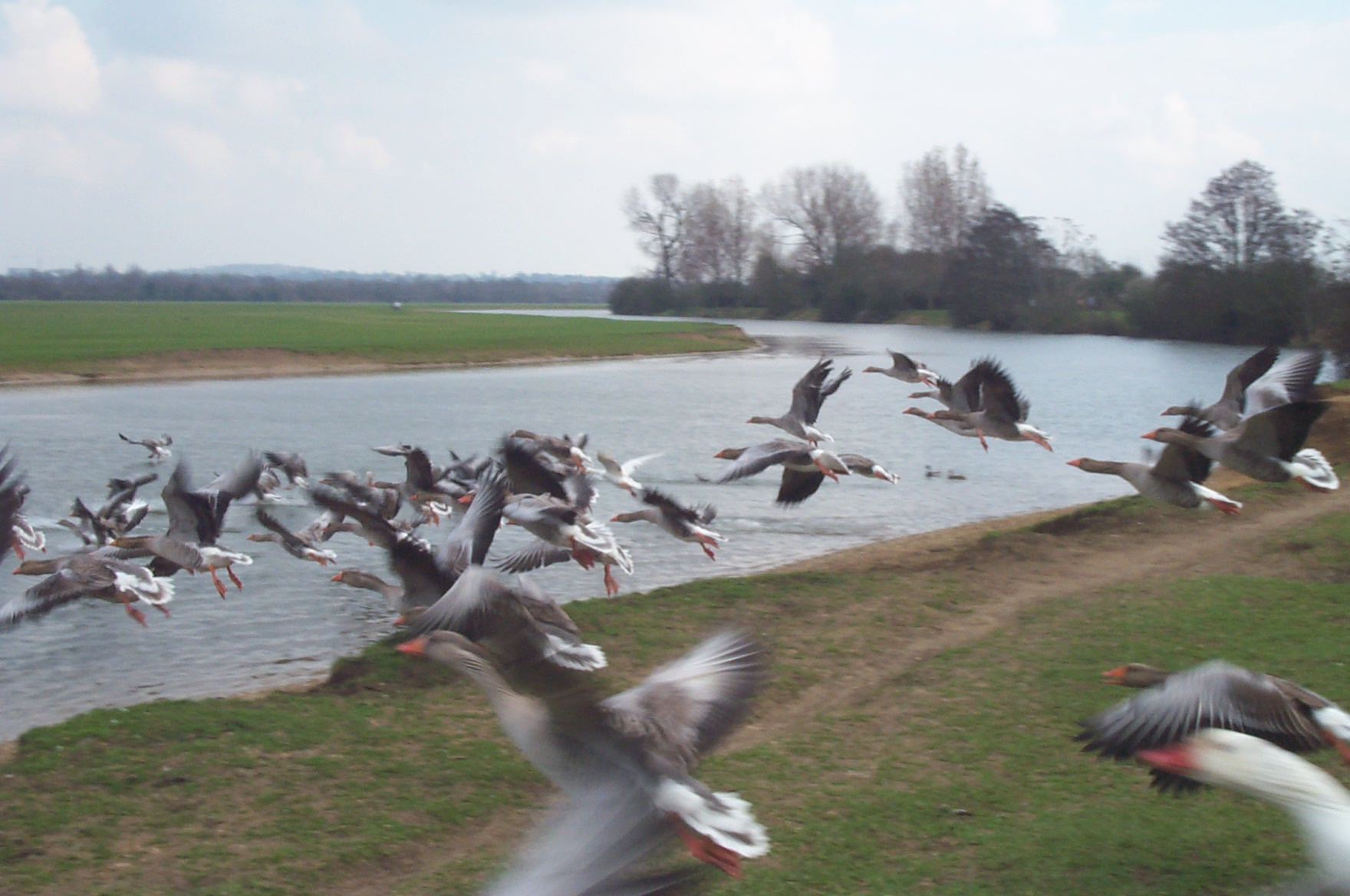
Oche selvatiche